# Tatra T2D
Tatra T2D – typ dwuosiowego tramwaju, wytwarzanego seryjnie w zakładach ČKD w drugiej połowie lat 60. XX w. na licencji niemieckich zakładów Gothaer Waggonfabrik. Jest to ostatni dwuosiowy tramwaj wyprodukowany w Czechosłowacji. Razem z wagonami doczepnymi Tatra B2D był przeznaczony wyłącznie na rynek wschodnioniemiecki.

## Tło historyczne
W połowie lat 60. XX wieku rządy Czechosłowackiej Republiki Socjalistycznej i Niemieckiej Republiki Demokratycznej zawarły porozumienie, zgodnie z którym cała produkcja tramwajów miała zostać przeniesiona z niemieckiej fabryki Gotha do fabryki ČKD w Pradze. W 1965 roku ČKD uzyskało w ramach RWPG monopol na produkcję tramwajów na rynek wschodnioniemiecki. Dla tego rynku miał zostać zaprojektowany tramwaj, który miał być maksymalnie ujednolicony z produkowaną wówczas czteroosiową Tatrą T3 wywodzącą się z koncepcji PCC. W 1967 roku światło dzienne ujrzały dwa prototypy Tatry T4, które różniły się od siebie rozwiązaniami technicznymi. Dołączono do nich nadwozie Tatra T1 ze zdemontowaną kabiną i panelem sterowania, które nosiło oznaczenie BW-3000 (BW to skrót od Beiwagen (doczepa), a 3000 to numer taborowy) oraz prototypową doczepę Tatra B4. Po testach obu prototypów z doczepami rozpoczęto produkcję seryjną typów T4 i B4. Dla mniejszych systemów tramwajowych Tatry T4 były dość niekorzystne ze względu na wysokie zużycie energii elektrycznej, a także na fakt, że ich pojemność byłaby niewykorzystana. Te mniejsze systemy tramwajowe zwróciły się do fabryk o dostawy przestarzałych koncepcyjnie i technicznie pojazdów dwuosiowych. W związku z tym ČKD przejęła kompletną dokumentację techniczną wagonów Gotha T2-62, zgodnie z którą w 1966 roku wyprodukowała prototyp Tatry T2D. Potem nastąpiła krótka produkcja seryjna typu T2D, po czym zastąpiono go typem T4, który był produkowany do 1987 roku.
Litera T w oznaczeniu typu oznacza Triebwagen (wagon silnikowy), cyfra 2 oznacza dwie osie, a litera D (= Deutschland, czyli Niemcy) pochodzi z systemu oznaczeń tramwajów Tatra.

## Prototypy
Prototyp Tatry T2D wyprodukowano w 1966 roku według dokumentacji technicznej przejętej od Gothaer Waggonfabrik. Tramwaj ten był bardzo przestarzały koncepcyjnie i technologicznie (ostatnie tramwaje dwuosiowe wyprodukowano w Czechosłowacji w latach 50. XX wieku). Tramwaje te przeznaczone były wyłącznie na rynek wschodnioniemiecki i ze względu na to, że miały być eksploatowane głównie przez sieci wąskotorowe, w Czechosłowacji nie odbyły nawet jazd próbnych. Produkcja seryjna tego typu miała miejsce w latach 1967–1968.

## Konstrukcja
W 1962 roku zaprojektowano tramwaj będący modernizacją typu Gotha T2-61, w porównaniu do którego wprowadzono nowy nastawnik jazdy StNFB 4 z dwudziestoma stopniami jazdy i hamowania, hamulec awaryjny, centralne sterowanie drzwiami, siedzenia umieszczone poprzecznie zamiast podłużnych ławek, oświetlenie oparte na żarówkach zamiast świetlówek. W zasadzie była to druga większa modernizacja typu T57 (pierwszą był T59E), która w 1965 roku została ponownie zmodernizowana do typu T2-65, w której główne zmiany polegały na zastąpieniu drzwi drewnianych stalowymi i zamontowaniu nowego optyczno-akustycznego systemu ostrzegania. Ciekawostką w tramwajach Gotha był nastawnik w formie kierownicy z samochodu Wartburg 311.
Tatra T2D to jednokierunkowy, dwuosiowy tramwaj silnikowy z rozruchem rezystorowym. Konstrukcyjnie wywodził się z tramwaju T2-62 (lub T2-65), nadwozie było spawane z profili stalowych, wnętrze posiadało poprzecznie rozmieszczone siedzenia z poręczami. W zakładach ČKD produkowano nadwozia, w których następnie montowano części niemieckich producentów. Wagony mogły poruszać się po rozstawie szyn 1000–1524 mm.
Oprócz wagonów silnikowych produkowano także doczepy bierne oznaczone jako Tatra B2D.

## Dostawy
W latach 1966–1968 wyprodukowano 117 tramwajów T2D.
| Państwo | Miasto                   | Typ | Lata dostaw | Liczba | Numery taborowe | Uwagi          |
| ------- | ------------------------ | --- | ----------- | ------ | --------------- | -------------- |
| NRD     | Brandenburg an der Havel | T2D | 1967–1968   | 3      | 54–56           |                |
| NRD     | Erfurt                   | T2D | 1967–1968   | 6      | 134–139         |                |
| NRD     | Gera                     | T2D | 1968        | 2      | 167–168         |                |
| NRD     | Görlitz                  | T2D | 1967        | 3      | 16–18           |                |
| NRD     | Gotha                    | T2D | 1967–1968   | 4      | 34–37           |                |
| NRD     | Halle (Saale)            | T2D | 1966–1968   | 77     | 569, 766–841    | 569 – prototyp |
| NRD     | Jena                     | T2D | 1968        | 2      | 136–137         |                |
| NRD     | Chociebuż                | T2D | 1967–1968   | 12     | 65–76           |                |
| NRD     | Plauen                   | T2D | 1967        | 2      | 92–93           |                |
| NRD     | Zwickau                  | T2D | 1967–1968   | 6      | 132–137         |                |

## Wagony historyczne
- Erfurt (wagon nr 3 z Gothy)
- Halle (wagon nr 772)
- Arad (wagon nr 8 ze Zwickau)